# ベルガマスク組曲
『ベルガマスク組曲』（フランス語: Suite bergamasque）はフランスの作曲家、クロード・ドビュッシーが1890年から1905年にかけて作曲したピアノ独奏曲。

## 概要
親しみやすい曲想で知られ、とりわけ第3曲「月の光」はドビュッシーの作品のなかでも最も有名であり、単独での演奏機会も多い。
1890年ごろに作曲されたが、1905年に改訂版が出版された。初期作品であり、和声法や旋律の感覚およびピアノの書法に、グリーグ、マスネ、フォーレなどの先人の影響がまだはっきり認められる。
タイトルの「ベルガマスク（「ベルガモの」、あるいは「ベルガモ舞曲」の意）」は、ポール・ヴェルレーヌの詩集『艶なる宴』（Fêtes galantes）に収録されている詩「月の光」（Clair de lune）の、"Que vont charmant masques et bergamasques"（現われたる艶やかな仮面喜劇者たちとベルガモの踊り子たちは）という一節に使用されている言葉である。またこれに基づくガブリエル・フォーレの歌曲『月の光』（1886年-1887年）があり、その伴奏の一部に似た音形が『ベルガマスク組曲』の「前奏曲」に登場することなどから、ドビュッシーがヴェルレーヌやフォーレを意識したことを窺わせる。同じ詩にはドビュッシーがその初期に単曲として歌曲を作曲しており、当時彼の心を射止めていたヴァニエ夫人に献呈されている。そしてその歌曲は改訂され、前述のヴェルレーヌの詩集による歌曲集「艶なる宴」に収録された。ただしこの組曲内の「月の光」は、この歌曲版とは全く異なる音楽である。
当初、ドビュッシーは『仮面』（Masques）（前述の詩に基づく）および『喜びの島』（L'Isle joyeuse）をこの『ベルガマスク組曲』の中に加えようとしたが、出版社の都合でそれぞれ単独で出版された。

## 構成
以下の4曲からなる。 
- 第1曲 「前奏曲」 (Prélude)
ヘ長調、Moderato、4分の4拍子。
冒頭部分は旋律と低音が反進行する形で進み、中間部では教会旋法の一種であるエオリア旋法で書かれている。

- 第2曲 「メヌエット」 (Menuet) 
イ短調、Andantino、4分の3拍子。
冒頭部分のスタッカートを中心とした軽快な主題は、教会旋法の一種であるドリア旋法で書かれている[2]。

- 第3曲 「月の光」 (Clair de Lune) 
変ニ長調、Andante très expressif、8分の9拍子。
ほとんどピアニッシモで演奏される夜想曲で、優しく切ない曲想で有名。中間部の優雅な旋律は教会旋法の一種ミクソリディア旋法が採用されている。なお、1900年から1901年にかけて出版されたドビュッシーの「夜想曲」に掲載されたこの曲集の広告では、当初のタイトルは「感傷的な散歩道(Promenade sentimentale)」となっていたが、後にこのタイトルへ変えられた[2]。

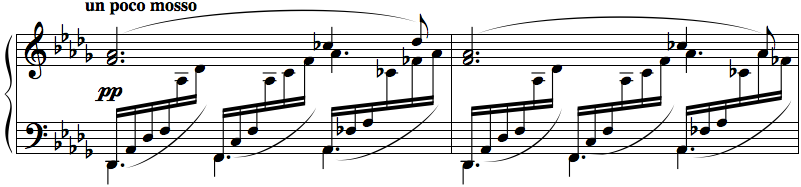
第3曲「月の光」の中間部分

- 第4曲 「パスピエ」 (Passepied)
嬰ヘ短調、Allegretto ma non troppo、4分の4拍子。
終曲であり、再びバロック舞曲によっている。パスピエは一般に8分の3拍子だが、この曲は4分の4拍子である。こちらも当初のタイトルは「パヴァーヌ(Pavane)」となっており、パスピエでありながら4分の4拍子であるのはこの名残である[3]。

## みんなのうた
「月の光」が、NHKの『みんなのうた』で1971年8月・9月に放送された。中山知子が作詞し、石川皓也が編曲、歌は芹洋子と東京トルベールが担当した。映像は実写と画像の合成。
再放送はされていないが、2011年10月21日発売のDVD-BOXの第4集に収録されている。また芹がキングレコード所属であるため、キングレコードから発売されたレコードやCDにも収録されている。